# Eurycotis perezassoi
Eurycotis perezassoi är en kackerlacksart som beskrevs av Eliécer E. Gutiérrez 1996. Eurycotis perezassoi ingår i släktet Eurycotis och familjen storkackerlackor.
Artens utbredningsområde är Kuba. Inga underarter finns listade i Catalogue of Life.